# Nylon-6
 For alternative betydninger, se Nylon (flertydig). (Se også artikler, som begynder med Nylon)
Nylon-6 også kaldet perlon, (dannet i analogi med nylon), syntetisk spindstof. Perlon blev fremstillet første gang i 1938 af IG Farbenindustrie i Tyskland.
| Kemi | Spire Denne artikel om kemi er en spire som bør udbygges. Du er velkommen til at hjælpe Wikipedia ved at udvide den. |